# 埃德利拉
26°46′12″S 55°16′36″W / 26.77000°S 55.27667°W
埃德利拉（西班牙語：Edelira），是巴拉圭的城鎮，位於該國東南部，由伊塔普阿省負責管轄，距離恩卡納西翁100公里和亞松森500公里，始建於1981年11月26日，面積635平方公里，海拔高度242米，2002年人口22,287，人口密度每平方公里35.1人。